# Éva Kocziszky

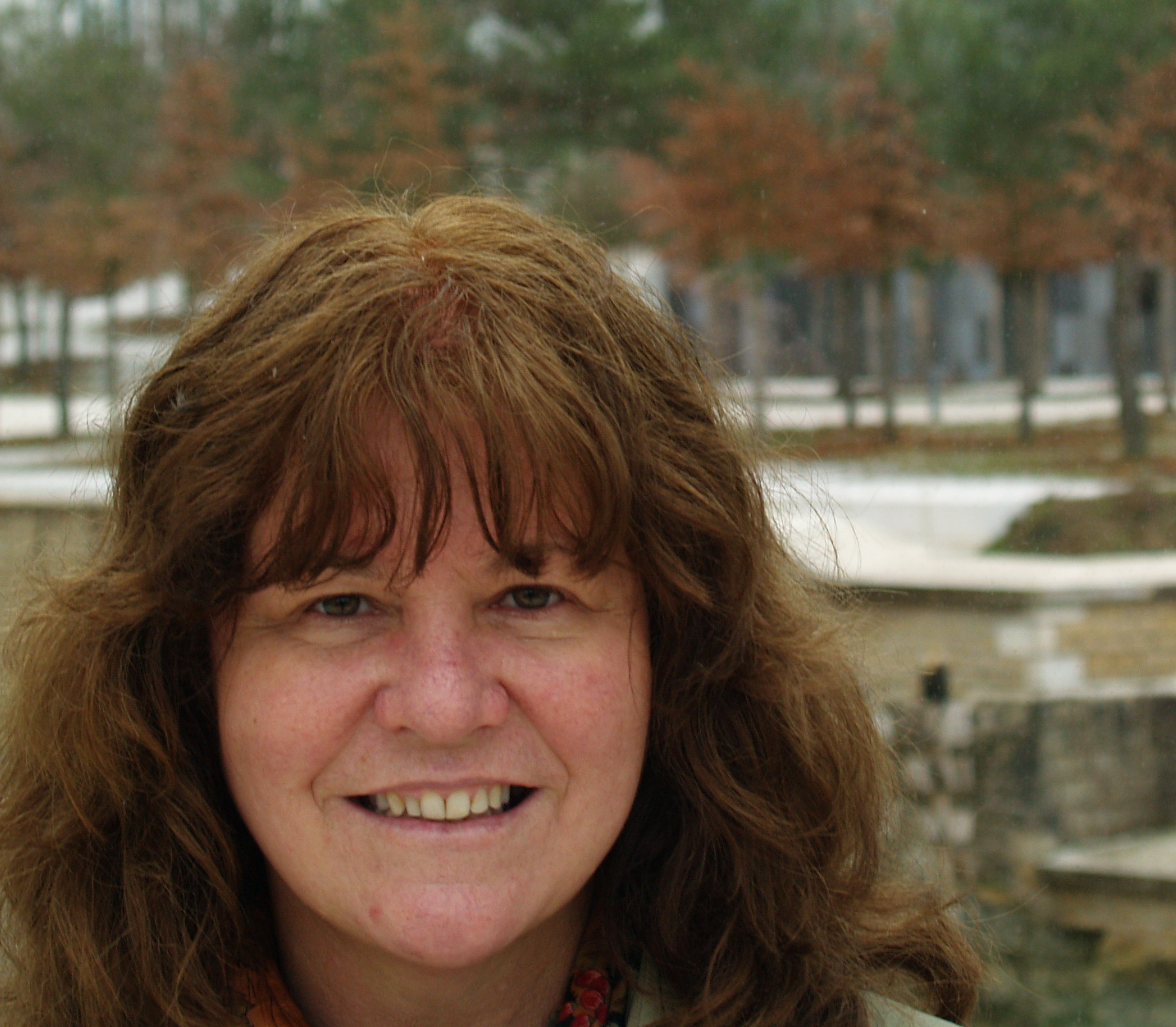
Éva Kocziszky

Éva Kocziszky (* 25. Dezember 1953 in Békéscsaba) ist eine ungarische Germanistin.

## Leben
Kocziszky studierte von 1972 bis 1977 Germanistik und ungarische Philologie an der Universität Debrecen und an der Eötvös-Loránd-Universität in Budapest, und von 1980 bis 1985 Altgriechisch an der Eötvös-Loránd-Universität in Budapest. Sie promovierte im Jahre 1987 mit einer Dissertation über Hölderlins Übersetzungen des Sophokles. Im Jahre 2000 wurde sie Doktor der Akademie der Wissenschaften (DSc), 2007 habilitierte sie sich im Fach Literaturwissenschaft mit einer Monographie über Johann Georg Hamann.
Von 1977 bis 1997 unterrichtete Kocziszky an der József-Attila-Universität in Szeged in den Fächern ungarische Literatur und Germanistik. Von 1998 bis 2005 war sie Mitarbeiterin des Philosophischen Instituts der Ungarischen Akademie der Wissenschaften. Von April 2006 bis Februar 2010 war sie Professorin für Neuere Deutsche Literatur an der Westungarischen Universität Sopron und Leiterin des Lehrstuhls für Germanistik. Seit 2014 ist sie Professorin am Institut für Germanistik und Translationswissenschaft an der Pannonischen Universität Veszprém.

## Forschungsschwerpunkte
Kocziszky erforscht als Germanistin die deutsche Literatur des 18. und 20. Jahrhunderts, die Ästhetik der Aufklärung und der Klassik (Hamann, Winckelmann, europäischer Neoklassizismus) sowie die deutsche Lyrik von Friedrich Hölderlin bis zur Gegenwart. Sie befasst sich mit den Transformationen der Antike in der Moderne – in Literatur und Kunst – und schrieb Studien zur Geschichte der klassischen Bildung.
Kocziszky unterrichtet als Gastprofessorin an der Universität Ca’ Foscari Venedig, der Freien Universität Berlin (Alexander von Humboldt-Stiftung), den Universitäten Münster und Bochum, aUFR Institut der Université Lorrain Metz und in Paris (Institut national d'histoire de l'art).
Forschungsaufträge führten sie u. a. an das Deutschen Literaturarchiv Marbach.

## Mitgliedschaften
- Seit 1983 Mitglied der Ungarischen Gesellschaft der Altertumswissenschaften.
- Seit 1986 Mitglied der Hölderlin-Gesellschaft
- 2006–2012: Vizesekretärin des Ungarischen Humboldt Vereins.
- 2007–2011: Vorsitzende der Ungarischen Goethe-Gesellschaft.
- Seit 2010: Mitglied des Forschungszentrums der CEGIL der Université Lorrain (Metz)
- 2015 März: Gründung der Peter-Szondi-Werkstatt an der Pannonischen Universität

## Publikationen (Auswahl)
- Hölderlin. Költészet a sötét nap fényénél. Budapest, Századvég 1994.
- Mythenfiguren in Hölderlins Spätwerk, Würzburg, Königshausen & Neumann, 1997.
- Pán, a gondolkodók istene. Mitológia 1800 körül. Budapest, Osiris 1998.
- J. G. Hamann és a modernitás kritikája Budapest (Hermeneutikai Kutatóközpont) 2000.
- Hamanns Kritik der Moderne, Freiburg, Karl Alber Verlag 2003.
- Der fragile Körper. Zwischen Fragmentierung und Ganzheitsanspruch, hrsg. v. Elena Agazzi und Eva Kocziszky, Vandenhoeck & Ruprecht, Göttingen 2005.
- Hölderlins Orient. Königshausen & Neumann Verlag Würzburg 2009.
- Orte der Erinnerung. Kulturtopographische Studien zur Donaumonarchie, Istros-Bücher 1, hrsg. v. Eva Kocziszky, Timpkiadó, Budapest 2009, 319–322
- Ruinen in der Moderne. Archäologie und die Künste, hrsg. v. Eva Kocziszky, Reimer Verlag Berlin 2011.
- mit Jörn Lang (Hrsg.): Tiefenwärts. Archäologische Imaginationen von Dichtern. Zabern Verlag, Darmstadt 2013.
- Das fremde Land der Vergangenheit. Archäologische Dichtung der Moderne, Böhlau Verlag Köln-Weimar-Wien 2015.
- (Hrsg.): Wozu Dichter? Hundert Jahre Poetologien der „dürftigen Zeit“, Frank & Timme Berlin 2016
- Der Schlaf in Kunst und Literatur. Konzepte im Wandel von der Antike zur Moderne. Reimer Verlag, Berlin 2019. 240 S.

## Rezensionen (Auswahl)
- https://www.faz.net/aktuell/feuilleton/buecher/rezensionen/sachbuch/der-schlaf-in-literatur-und-kunst-von-eva-kocziszky-16505313.html
- https://www.br.de/nachrichten/kultur/eva-kocziszky-der-schlaf-in-kunst-und-literatur,RuLCdGM